# Adelsö distrikt
Adelsö distrikt är ett distrikt i Ekerö kommun och Stockholms län. 
Distriktet omfattar ön Adelsö. 

## Tidigare administrativ tillhörighet
Distriktet inrättades 2016 och utgörs av socknen Adelsö i Ekerö kommun.
Området motsvarar den omfattning Adelsö församling hade vid årsskiftet 1999/2000.